# Hans von Euler-Chelpin
Hans von Euler-Chelpib tên đầy đủ là Hans Karl August Simon von Euler-Chelpin (15.2.1873 – 6.11.1964) là một nhà hóa sinh Thụy Điển gốc Đức đã đoạt giải Nobel Hóa học năm 1929 chung với Arthur Harden cho công trình nghiên cứu của họ về sự lên men của đường và các enzymes lên men.

## Sự nghiệp
Năm 1890 Hans von Euler-Chelpin học nghệ thuật 2 năm tại München, sau đó chuyển sang ngành khoa học tự nhiên. Ông học hóa học ở Đại học Berlin, đậu bằng tiến sĩ năm 1895. Ông nghiên cứu hóa lý, ban đầu với Walther Nernst ở Göttingen và sau năm 1897 với Svante Arrhenius ở Stockholm. Ông cũng nghiên cứu hóa lý với van 't Hoff ở Berlin, sau đó nghiên cứuhóa học hữu cơ với Arthur Hantzsch ở Würzburg và với Friedrich Karl Johannes Thiele ở Strasbourg cũng như hóa sinh ở Viện Pasteur tại Paris.
Năm 1899 Euler-Chelpin được bổ nhiệm làm docent môn hóa lý ở Đại học Stockholm, năm 1904 làm trưởng phòng thí nghiệm hóa học và làm giáo sư thông thường kiêm giáo sư hóa học hữu cơ ở Đại học Stockholm từ năm 1906 tới năm 1941, rồi giám đốc "Viện nghiên cứu hóa học hữu cơ" của Đại học này từ năm 1938 tới năm 1948.
Ông nhập quốc tịch Thụy Điển năm 1902. Tuy nhiên, trong Chiến tranh thế giới thứ nhất, ông phục vụ trong quân đội Đức với tư cách một sĩ quan.

## Đời tư
Hans von Euler-Chelpin kết hôn 2 lần, lần đầu với nhà thực vật học kiêm địa chất học Astrid Cleve (con gái của nhà hóa học Per Teodor Cleve ở Đại học Uppsala) và là cha của Ulf von Euler, người đoạt giải Nobel Sinh lý và Y khoa năm 1970. Năm 1913 ông tái hôn với nữ bá tước Elisabeth von Ugglas. Trong cuộc hôn nhân sau, họ có bốn người con.

## Giải thưởng & Vinh dự
- 1914 - Viện sĩ Hàn lâm viện Hoàng gia Thụy Điển
- 1929 – Giải Nobel Hóa học (chung với Arthur Harden)
- 1943 - Hội viên danh dự của "Deutsche Gesellschaft der Naturforscher" (Leopoldina)
- 1958 – Großes Bundesverdienstkreuz mit Stern (Đức)

## Các sách
- Euler, Hans von: Allgemeine Chemie der Enzyme, 1910
- Euler, Hans von: Chemie der Hefe und der alkoholischen Gärung; Leipzig, 1915
- Euler, Hans von: Biokatalysatoren; Stuttgart, 1930
- Euler, Hans von: Entstehung, Wachstum und Rückbildung von Tumoren; Uppsala, 1944
- Euler, Hans von: Enzymhemmungen; Stockholm, 1944
- Euler, Hans von: Chemotherapie und Prophylaxe des Krebses; Stuttgart, 1962
- Euler/Hasselquist: Die Reduktone. Ihre chemischen Eigenschaften und biochemischen Wirkungen. Stuttgart, 1950
- Euler/Eistert: Chemie und Biochemie der Reduktone und Reduktonate. Stuttgart, 1957,